# 299 (numero)
Duecentonovantanove (299) è il numero naturale dopo il 298 e prima del 300.

## Proprietà matematiche
- È un numero dispari.
- È un numero semiprimo.
- È un numero composto con i seguenti 4 divisori: 1, 13, 23, 299. Poiché la somma dei suoi divisori (escluso il numero stesso) è 37 < 299, è un numero difettivo.
- È parte delle terne pitagoriche (115, 276, 299), (180, 299, 349), (299, 1932, 1955), (299, 3432, 3445), (299, 44700, 44701).
- È un numero palindromo nel sistema di numerazione posizionale a base 11 (252).
- È un numero colombiano nel sistema numerico decimale.
- È un numero altamente cototiente.
- È un numero congruente.
- È un numero odioso.

## Astronomia
- 299P/Catalina-PANSTARRS è una cometa periodica del sistema solare.
- 299 Thora è un asteroide della fascia principale del sistema solare.

## Astronautica
- Cosmos 299 è un satellite artificiale russo.